# Verzeichniss der Pflanzen
Verzeichniss der Pflanzen (abreviado Verz. Pfl. Casp. Meer.) es un libro con ilustraciones y descripciones botánicas que fue escrito por el botánico y pteridólogo ruso, Carl Anton von Meyer. Se publicó en el año 1831, con el nombre de Verzeichniss der Pflanzen, welche wahrend der in den jahren 1829 und 1830 Unternommenen reise im Caucasus und in den provinzen am westlichen ufer des Caspischen Meeres gefunden und eingesammelt worden sind. St. Petersbourg.